# Фонтенель-ан-Бри
Фонтене́ль-ан-Бри (фр. Fontenelle-en-Brie) — коммуна во Франции, находится в регионе Пикардия. Департамент коммуны — Эна. Входит в состав кантона Эссом-сюр-Марн. Округ коммуны — Шато-Тьерри.
Код INSEE коммуны 02325.

## Население
Население коммуны на 2010 год составляло 210 человек.
| 1962 | 1968 | 1975 | 1982 | 1990 | 1999 | 2010 |
| ---- | ---- | ---- | ---- | ---- | ---- | ---- |
| 189  | 174  | 161  | 144  | 153  | 171  | 210  |

## Экономика
В 2010 году среди 135 человек трудоспособного возраста (15-64 лет) 105 были экономически активными, 30 — неактивными (показатель активности — 77,8 %, в 1999 году было 67,6 %). Из 105 активных жителей работали 96 человек (48 мужчин и 48 женщин), безработных было 9 (5 мужчин и 4 женщины). Среди 30 неактивных 11 человек были учениками или студентами, 14 — пенсионерами, 5 были неактивными по другим причинам.